# American Horror Story: Apocalypse
La vuitena temporada de la sèrie de televisió d'antologia de terror nord-americana American Horror Story, subtitulada Apocalypse, presenta les bruixes del coven de Nova Orleans mentre lluiten contra l'Anticrist i intenten evitar que el món s'acabi. La temporada es presenta com un crossover entre Murder House, Coven i Hotel. El repartiment del conjunt inclou Sarah Paulson, Evan Peters, Adina Porter, Billie Lourd, Leslie Grossman, Cody Fern, Emma Roberts, Cheyenne Jackson i Kathy Bates, amb tots retornats de temporades anteriors, excepte el nouvingut Fern.
Creada per Ryan Murphy i Brad Falchuk per a la cadena de cable FX, la sèrie està produïda per 20th Century Fox Television. Apocalipsi es va emetre entre el 12 de setembre i el 14 de novembre de 2018, que consta de 10 episodis.

## Elenc i personatges

### Principal
- Sarah Paulson com Wilhemina Venable, Cordelia Goode i Billie Dean Howard
- Evan Peters com el Sr. Gallant, James Patrick March, Tate Langdon i Jeff Pfister
- Adina Porter com Dinah Stevens
- Billie Lourd com Mallory
- Leslie Grossman com a Coco St. Pierre Vanderbilt
- Cody Fern com a Michael Langdon
- Emma Roberts com Madison Montgomery
- Cheyenne Jackson com a John Henry Moore
- Kathy Bates com a Miriam Mead, Miriam Mead 2.0 i Delphine LaLaurie

### Recurrent
- Billy Eichner com a Brock i Mutt Nutter
- Kyle Allen com a Timothy Campbell
- Ash Santos com a Emily Campbell
- Jeffrey Bowyer-Chapman com Andre Stevens
- Joan Collins com a Evie Gallant i Bubbles McGee
- Frances Conroy com Myrtle Snow i Moira O'Hara
- Taissa Farmiga com a Zoe Benson i Violet Harmon
- Gabourey Sidibe com a Queenie
- Billy Porter com Behold Chablis
- Carlo Rota com Anton LaVey
- Jamie Brewer com a Nan
- Erika Ervin com The Fist
- Naomi Grossman com a Samantha Crowe
- Jon Jon Briones com Ariel Augustus
- BD Wong com a Baldwin Pennypacker

### Estrelles convidades
- Dina Meyer com a Nora Campbell
- Travis Schuldt com el senyor Campbell
- John Getz com el Sr. St. Pierre Vanderbilt
- Chad James Buchanan com a Stu
- Sean Blakemore com a agent cooperatiu
- Lesley Fera com a agent cooperatiu
- Lily Rabe com a Misty Day
- Stevie Nicks com a ella mateixa
- Wayne Pére com el Sr. Kingery
- Dylan McDermott com el Dr. Ben Harmon
- Connie Britton com Vivien Harmon
- Jessica Lange com a Constance Langdon
- Mena Suvari com Elizabeth Short
- Sam Kinsey com Beau Langdon
- Celia Finkelstein com a Gladys
- Lance Reddick com a Papa Legba
- Sandra Bernhard com a Hannah
- Harriet Sansom Harris com a Madelyn
- Dominic Burgess com a Phil
- Mark Ivanir com a Nicolau II de Rússia
- Emilia Ares com Anastasia Nikolaevna de Rússia
- Yevgeniy Kartashov com a Yakov Yurovsky
- Angela Bassett com a Marie Laveau

## Episodis
| Núm. en serie | Núm. en temp | Títol                    | Dirigit per           | Escrit per                 | Data d'emissió original | Prod.codi | Espectadors (milions) |
| 85 | 1            | «The End»                | Bradley Buecker       | Ryan Murphy i Brad Falchuk | 12 de setembre de 2018  | 8ATS01    | 3,08                  |
| En un futur proper, els míssils nuclears destrueixen el món i inicien un hivern nuclear . Gràcies a l'avió privat de la seva família, la multimilionària socialite Coco St. Pierre Vanderbilt aconsegueix escapar de la destrucció de Los Angelesamb la seva ajudant Mallory, el seu perruquer el senyor Gallant i la seva àvia, Evie. El xicot de Coco, Brock, intenta trobar-se amb l'avió, però es troba encallat a Los Angeles. Mentrestant, una organització coneguda com "La Cooperativa" selecciona adults joves per salvar-se de l'apocalipsi, basant-se en la seva composició genètica. Dos dels seleccionats, Timothy i Emily, són enviats a Outpost 3, una base subterrània dirigida per la senyora Wilhemina Venable i la seva ajudant, la senyora Mead. Allà, es retroben amb altres supervivents, com ara Coco, Mallory, Mr. Gallant i Evie. La vida a l'Avançada inclou regles estrictes i càstigs severs. Passen divuit mesos i la situació i els avituallaments es troben en estat crític a l'Avançada. Un home de la Cooperativa, Michael Langdon, arriba i anuncia que jutjarà qui mereix ser realment salvat. |              |                          |                       |                            |                         |           |                       |
| 86 | 2            | «The Morning After»      | Jennifer Lynch        | James Wong                 | 19 de setembre de 2018  | 8ATS02    | 2,21                  |
| En Langdon es presenta als convidats de Outpost 3 i explica el seu deure. Pregunta al Sr. Gallant sobre la seva orientació sexual i el seu odi cap a la seva àvia. Més tard, l'home de goma s'acosta a Gallant al seu dormitori, i l'Evie descobreix que els dos tenen relacions sexuals. Ella denuncia la seva insubordinació a la Sra Mead. Timothy i Emily descobreixen recents correus electrònics de la Cooperativa que detallen les transgressions de Venable contra el protocol d'Avançada adequat. Gallant es nega a revelar la identitat de Rubber Man a Venable. Gallant assegura a Langdon que no va revelar la seva identitat, i Langdon afirma que no és l'home de goma i que mai tindria sexe amb ell. Timothy i Emily van criticar les regles d'Avançada 3 i tenen relacions sexuals per primera vegada. L'home de goma intenta seduir en Gallant una vegada més, i Gallant l'apunyala amb unes tisores. Langdon apareix, i Gallant es troba mirant el cadàver sagnant de la seva àvia. Timothy i Emily són atrapats al llit i són condemnats a mort. Timothy dispara a Mead a l'estómac i la seva ferida revela cablejat intern i líquid blanc. |              |                          |                       |                            |                         |           |                       |
| 87 | 3            | «Forbidden Fruit»        | Loni Peristere        | Manny Coto                 | 26 de setembre de 2018  | 8ATS03    | 1,95                  |
| Langdon revela la seva veritable forma demoníaca a Mallory, i ella fa disparar les flames d'una llar de foc. Venable confia a Mead que no ha estat seleccionada per passar al Santuari i Mead suggereix que matin a tothom. Brock navega per un erm nuclear i atropella una tribu caníbal. Aleshores veu passar un carruatge tirat per cavalls. El carruatge lliura pomes a l'Avançada 3, i Venable decideix injectar-les amb verí. En Brock s'infiltra a Outpost 3 i assisteix al ball de màscares de Halloween de Venable. Coco, suposant que Brock és Langdon vestit, el sedueix de nou al seu dormitori. Aleshores, Brock es revela a la Coco i la clava al front. Els convidats de l'Outpost 3 es mouen per les pomes verinoses. Venable indica a tothom que esperin per menjar simultàniament. Els convidats compleixen i sucumben alhora al verí. Venable i Mead s'enfronten a Langdon, i Venable proclama que faran les seleccions. Mead intenta disparar en Langdon, però es troba girant l'arma contra Venable contra la seva voluntat i disparant-li, sota l'ordre de Langdon. Langdon revela que ell va crear Mead i que va ser model d'una cuidadora de la seva infantesa, cosa que la consola. Més tard, Cordelia Goode, Madison Montgomery i Myrtle Snow baixen a l'Avançada 3 i Cordelia ressuscita la Mallory, la Dinah i la Coco.                                                                             |              |                          |                       |                            |                         |           |                       |
| 88 | 4            | «Could It Be... Satan?»  | Sheree Folkson        | Tim Minear                 | 3 d'octubre de 2018     | 8ATS04    | 2,02                  |
| Tres anys abans de l'explosió nuclear, la Hawthorne School for Exceptional Young Men (una escola per a bruixots i el futur Outpost 3) busca Michael Langdon, que ha estat detingut per matar un home que va insultar a la dona que s'ha modelat Mead, així com l'agent detingut. Se'l sotmet a diverses proves i mostra habilitats tremendes. A l'Acadèmia de Miss Robichaux, la Zoe està impressionada per l'habilitat de Mallory en la bruixeria. El Coven és convocat a Hawthorne per a una reunió, i Cordelia es burla de la sospita del Gran Canceller que Michael podria ser el primer masculí Suprem, conegut com l'Alfa. Per demostrar el seu poder, Michael salva a Queenie de la condemnació eterna a l' Hotel Cortez (cosa que Cordelia no podia fer abans) i va a buscar la Madison del seu infern personal. |              |                          |                       |                            |                         |           |                       |
| 89 | 5            | «Boy Wonder»             | Gwyneth Horder-Payton | John J. Gray               | 10 d'octubre de 2018    | 8ATS05    | 2.12                  |
| Cordelia té una visió aterridora de l'Acadèmia de la senyoreta Robichaux destruïda i atacada per persones afectades per la malaltia. Més tard, anuncia que en Langdon prendrà les Set Meravelles, cosa que Myrtle la reprende. Les habilitats de Mallory aviat s'intensifiquen, i Cordelia revela que s'està morint i perdent lentament la seva supremacia. John Henry Moore descobreix el veritable jo de Langdon, però Mead interfereix abans que pugui advertir ningú i el mati. Durant la prova, la Cordelia demana a en Langdon que torni a la vida a Misty Day, de manera que la treu del seu infern personal. Es revela que Cordelia ha estat planejant un exèrcit contra Langdon i el va utilitzar per ressuscitar els seus estudiants. Més tard, Cordelia demana a Madison i a un Behold sospitós que investiguin els orígens de Langdon a la Casa de l'Assassinat . |              |                          |                       |                            |                         |           |                       |
| 90 | 6            | «Return to Murder House» | Sarah Paulson         | Crystal Liu                | 17 d'octubre de 2018    | 8ATS06    | 2.01                  |
| Madison i Behold compren la Murder House en nom del Coven, amb el pretext que són una parella casada. Fan un encanteri per forçar els esperits de la casa a aparèixer. Es troben amb el fantasma de Constance Langdon, que accepta proporcionar informació sobre el seu net Michael si desterran la seva vella némesi, Moira O'Hara, de la casa. Madison i Behold exhumen els ossos de Moira i els enterren amb els de la seva mare; Aleshores, Moira és alliberada de la casa. La Constance els diu que va sentir el mal en Michael des de molt aviat. En la seva joventut, va començar a matar animals i després la seva mainadera. Després que Michael envelleix deu anys durant la nit, Constance demana l'ajuda d'un sacerdot catòlic, a qui Michael mata. Constance, per desesperança, se suïcida a Murder House, on es retroba amb Tate, Beauregard i el seu quart fill. una nena sense ulls. Madison i Behold entrevisten a Ben i Vivien Harmon, que revelen encara més el mal a l'ànima de Michael. La Vivien els diu que el pare d'en Michael no és ni Ben ni Tate, sinó el malvat de Murder House. Abans de marxar amb Behold, Madison reuneix la Tate i la Violet. |              |                          |                       |                            |                         |           |                       |
| 91 | 7            | «Traitor»                | Jennifer Lynch        | Adam Penn                  | 24 d'octubre de 2018    | 8ATS07    | 1,85                  |
| Amb l'ajuda de la reina del vudú Dinah Stevens, Cordelia organitza una reunió amb Papa Legba per intentar evitar els plans de Langdon. Legba revela que és propietari de l'ànima de Nan i accepta ajudar a atrapar en Langdon amb la condició que Cordelia li doni l'ànima de les noies restants. Cordelia es nega, i Legba desapareix. Per obtenir més informació sobre els bruixots i els seus plans, Madison demana l'ajuda de l'amic de molt de temps de Myrtle, l'actriu bruixa Bubbles McGee, especialitzada en llegir els pensaments i les ànimes dels altres. En un sopar organitzat per Myrtle, Bubbles descobreix que l'Ariel i en Baldwin saben de la mort de John Henry i que planegen matar les dones del coven. Zoe sospita que Mallory és la veritable propera Suprema després d'haver salvat Coco de l'asfixia, i confia a Cordelia. Més tard, Mallory passa les Set Meravelles després de ressuscitar amb èxit a John Henry. Aleshores, el coven captura a Ariel, Baldwin i Mead i els crema a la foguera per les seves traïcions. |              |                          |                       |                            |                         |           |                       |
| 92 | 8            | «Sojourn»                | Bradley Buecker       | Josh Green                 | 31 d'octubre de 2018    | 8ATS08    | 1,63                  |
| Després de trencar-se amb les restes carbonitzades de Mead, en Langdon s'enfronta a Cordelia, que li informa que un encanteri amaga l'ànima de Mead. Langdon, incapaç de portar-la de tornada, fuig al bosc buscant la guia de Satanàs. Sense èxit, Langdon es manté fort però confús i és conduït a una obscura església satànica de la ciutat. A l'església, coneix a Madelyn, que el porta a casa seva i li ofereix menjar. A casa seva, Madelyn li diu a Langdon que s'ha assegurat tot a la vida venent la seva ànima. Langdon revela que ell és l'Anticrist, i Madelyn el porta de tornada a l'església, on la congregació cau als seus peus en adoració. Langdon diu als seus seguidors que no té cap ambició ni cap pla ara que Mead ha mort, malgrat la seva voluntat d'ajudar a marcar el comitè del final dels temps. Madelyn porta en Langdon a una corporació de robòtica dirigida pels enginyers Mutt i Jeff, que han venut les seves ànimes de la mateixa manera que ho han fet els altres satanistes. Es revela que la Sra. Venable va treballar per a la corporació abans de l'explosió nuclear i que Mutt i Jeff van ser els responsables de crear l'androide de Mead. |              |                          |                       |                            |                         |           |                       |
| 93 | 9            | «Fire and Reign»         | Jennifer Arnold       | Asha Michelle Wilson       | 7 de novembre de 2018   | 8ATS09    | 1,65                  |
| La Dinah ajuda a Langdon i Mead a infiltrar-se a l'Aquelarre a canvi que Satanàs il·lumini verda el seu programa de tertúlies. Mead mata la majoria de les bruixes, incloses Queenie, Bubbles i Zoe. Cordelia és incapaç de ressuscitar-los, ja que en Langdon els va destruir l'ànima. Les noies restants es refugien a la barraca del pantà de Misty, on Myrtle els parla d'un antic encanteri que pot desfer esdeveniments passats. Myrtle demana a Mallory que viatgi a Rússia el 1918 i salvi de la seva execució la gran duquessa Anastasia Nikolaevna, una bruixa. L'intent de Mallory de salvar l'Anastasia fracassa, encara que Myrtle assenyala que és la primera bruixa que viatja en el temps amb èxit. A causa del gairebé èxit de Mallory, Cordelia contempla la seva pròpia mort perquè Mallory pugui aixecar-se com la nova Suprema, però Myrtle la desanima. Cordelia i Myrtle descobreixen que Langdon ha assassinat tots els bruixots. incloent John Henry i Behold, a l'escola Hawthorne. Mutt i Jeff, que han estat controlant Mead tot el temps, es reuneixen amb Langdon i li informen que la Cooperativa és l'antiga Ordre dels Illuminati, una organització formada per les elits mundials que han venut la seva ànima a Satanàs. Langdon es reuneix amb els Illuminati, els informa dels llocs avançats i planeja la fi dels temps.                                                                   |              |                          |                       |                            |                         |           |                       |
| 94 | 10           | «Apocalypse Then»        | Bradley Buecker       | Ryan Murphy i Brad Falchuk | 14 de novembre de 2018  | 8ATS10    | 1,83                  |
| Després de descobrir el pla de Langdon per als llocs avançats, l'Aquelarre decideix amagar Coco i Mallory a l'Avançada 3 donant-los noves identitats i assegurant-se que sobreviuen a l'apocalipsi mentre els poders de Mallory creixen. Després de descobrir la implicació de Dinah amb Langdon, Cordelia, Myrtle i Madison s'enterren al fang del pantà per sobreviure a l'explosió nuclear. Després de l'apocalipsi, el Coven s'enfronta a Langdon. Mentre Dinah promet fidelitat a Langdon, una Marie Laveau, recentment regenerada, la mata per la seva traïció. Cordelia destrueix Mead mentre Madison dispara a Langdon per comprar l'encanteri de viatge en el temps de Mallory. Mentre Langdon mata Madison, Marie i Coco, Mallory és apunyalada per Brock, fet que fa que Cordelia es sacrifiqui per permetre l'ascens de Mallory com a nou Suprem. Mallory fa l'encanteri i torna al 2015, on atropella un Langdon més jove diverses vegades. Michael demana a Constance que el porti a Murder House per preservar el seu esperit, però ella es nega, evitant així l'apocalipsi. Mallory finalment torna a l'Acadèmia de Miss Robichaux, salvant Queenie, Misty i Madison dels seus futurs destins. Mentrestant, Timothy i Emily es troben en el nou present i, anys més tard, tenen un fill junts, que després mata la seva mainadera.Anton LaVey, Samantha Crowe i Mead els visiten, dient que van venir a ajudar. |              |                          |                       |                            |                         |           |                       |

## Producció

### Desenvolupament
El 12 de gener de 2017, es va renovar la vuitena temporada d'American Horror Story, que s'emetria el 2018. El productor executiu Ryan Murphy va anunciar que la temporada presentaria un to similar a Asylum i Coven. El 28 de juny de 2018, es va anunciar al compte oficial de Twitter de la sèrie, que la temporada s'estrenaria el 12 de setembre de 2018.
L'octubre del 2016, Murphy va afirmar que «No serà la temporada que ve, però farem una temporada que sigui una cruïlla entre Murder House i Coven junts, cosa que és molt estranya». Al gener de 2018, va declarar que l'encreuament entre de les temporades seria probablement a la novena temporada,  però, al juny de 2018, Murphy va anunciar que es va triar la vuitena temporada en el seu lloc. El 19 de juliol de 2018, es va anunciar a la Comic Amb de San Diego que el títol de la temporada seria Apocalypse.
A l'abril de 2018, es va anunciar que els veterans de la sèrie Sarah Paulson i Evan Peters debutarien com a directors en un episodi de la temporada i Sarah Paulson dirigiria el sisè episodi.
El productor executiu Alexis Martin Woodall va revelar que la història comença transcorreguts uns divuit mesos en el futur, al «món real» i amb «la fi del món».

### Càsting
L'1 d'octubre del 2017, es va anunciar que Sarah Paulson tornaria a la vuitena temporada, i que interpretaria una dona jueva que utilitza aparells dentals. El 20 de març de 2018, es va anunciar que Kathy Bates i Evan Peters tornarien i protagonitzarien la temporada amb Sarah Paulson. El 4 d'abril del 2018, es va anunciar que l'actriu britànica Joan Collins s'havia unit al repartiment com l'àvia del personatge d'Evan Peters. Es va confirmar el retorn dels personatges de Cult ; Adina Porter, Cheyenne Jackson, Billy Eichner, i Leslie Grossman. El 18 de maig de 2018, es va anunciar que Billie Lourd tornaria per a la vuitena temporada.
El 17 de juny de 2018, Emma Roberts va anunciar la seva volta per a la vuitena temporada i que representaria el seu paper de Madison Montgomery de Coven. Ryan Murphy va anunciar que les altres bruixes de Coven havien estat convidades a tornar. Aquell mateix mes, Murphy també va declarar que li havia demanat a Anjelica Huston que s'unís a l'elenc, mentre que Sarah Paulson va confirmar que tornaria a interpretar al seu paper de Coven, Cordelia Goode. Al juliol de 2018, es va informar que Jeffrey Bowyer-Chapman i Kyle Allen serien estrelles convidades a la temporada. El 26 de juliol de 2018, Murphy va anunciar al seu compte de Twitter que Cody Fern s'uniria al repartiment com Michael Langdon d'adult, fill de Tate Langdon i Vivien Harmon, l'anticrist nascut durant la temporada de Murder House.
A l'agost de 2018, Billy Porter, va anunciar a través d' Instagram que apareixeria a la temporada. Més tard, a la roda de premsa de la Television Critics Association, es va anunciar que Jessica Lange apareixeria en el sisè episodi de la temporada interpretant el seu personatge de Murder House, Constance Langdon. Després que FX va llançar el primer teaser de la temporada, Lesley Fera va revelar a través de Twitter que apareixeria en el primer episodi. Més tard, Ryan Murphy va confirmar a través de Twitter que Taissa Farmiga, Gabourey Sidibe, Lily Rabe, Frances Conroy i Stevie Nicks apareixerien en la temporada, i tots repetirien els seus rols al Coven. A més es va confirmar que Angela Bassett, que va aparèixer en les quatre temporades anteriors, no apareixeria en la temporada. Més tard, Finn Wittrock va confirmar que no apareixeria a Apocalypse. El mateix dia, es va confirmar que Connie Britton i Dylan McDermott tornarien per interpretar els seus papers de Murder House. Poc després es confirma que Evan Peters i Taissa Farmiga tornen amb els seus respectius personatges de Murder House, Tate Langdon i Violet Harmon.
Al setembre, Erika Ervin s'uneix al repartiment, ella ja havia aparegut a Freak Show. L'actriu Ash Santos és confirmada amb la sortida del tràiler oficial. Amb la sortida de l'episodi 6, Naomi Grossman qui ja havia aparegut a Asylum i Freak Show torna a la sèrie, i per a l'episodi 7 s'anuncien els retorns de Lance Reddick i Jamie Brewer en els seus personatges de Coven, Papa Legba i Nan respectivament. A finals d'octubre i malgrat que ja havia dit que no apareixeria a la temporada, Angela Bassett confirma el seu retorn en el desè i últim episodi d'Apocalypse.

## Recepció
American Horror Story: Apocalypse ha rebut crítiques majoritàriament positives. Al lloc web Rotten Tomatoes la temporada compta amb un 71% d'aprovació, amb una qualificació de 6.93/10 basada en 5 crítiques. A Metacritic la temporada té una mitjana de 63 de 100 basada en 6 opinions, indicant "crítiques generalment positives". La majoria de les opinions destaquen les actuacions (especialment les de Kathy Bates, Emma Roberts i Cody Fern) i els girs de trama conforme avancen els episodis, així com l'excel·lent qualitat de la fotografia, descrita com a "bella, fosca i tètrica", i que "dona un bon indici de la fosca i intensa que serà la temporada".

## Premis i nominacions
En la seva vuitena temporada, la sèrie ha estat nominada a 20 premis. Se'n van guanyar cinc.
| Curs | Associació                                         | Categoria                                                                                          | Nominat(s) | Resultat   |
| ---- | -------------------------------------------------- | -------------------------------------------------------------------------------------------------- | --- | ---------- |
| 2019 | 10è Premis Dorian                                  | Programa de televisió Campy de l'any                                                               | American Horror Story: Apocalipsi | Nominat    |
| 2019 | XXIII Premis del Gremi de Directors d'Art          | Pel·lícula de televisió o mini-sèrie                                                               | Valdar Wilt (per " Fire and Reign ") | Nominat    |
| 2019 | XXI Premis del Gremi de Vestuaris                  | Excel·lència en televisió de ciència-ficció/fantasia                                               | Paula Bradley, Lou Eyrich | Nominat    |
| 2019 | Premis del Gremi de Maquilladors i Perruquers 2019 | Minisèrie de televisió o pel·lícula feta per a televisió: Millor maquillatge contemporani          | Eryn Krueger Mekash, Kim Ayers, Silvina Knight | Va guanyar |
| 2019 | Premis del Gremi de Maquilladors i Perruquers 2019 | Minisèrie de televisió o pel·lícula feta per a televisió: Millor pentinat contemporani             | Michelle Ceglia, Helena Cepeda, Romaine Markus-Meyers | Nominat    |
| 2019 | Premis del Gremi de Maquilladors i Perruquers 2019 | Minisèrie de televisió o pel·lícula feta per a televisió: Millor pentinat d'època i/o personatge   | Michelle Ceglia, Helena Cepeda, Lydia Fantini | Nominat    |
| 2019 | Premis del Gremi de Maquilladors i Perruquers 2019 | Minisèrie de televisió o pel·lícula feta per a televisió: Millors efectes especials de maquillatge | Eryn Krueger Mekash, Mike Mekash, David Anderson | Nominat    |
| 2019 | Premis del Gremi de Maquilladors i Perruquers 2019 | Anuncis publicitaris i vídeos musicals: Millor maquillatge                                         | Kerry Herta, Jason Collins, Cristina Waltz (per "Promo") | Va guanyar |
| 2019 | Premis del Gremi de Maquilladors i Perruquers 2019 | Anuncis publicitaris i vídeos musicals: Millor pentinat                                            | Joe Matke, Fernando Santaella-Navarro (per "Promo") | Va guanyar |
| 2019 | 66è premis Golden Reel                             | Assoliment destacat en edició de so - Forma curta episòdica - Música / Musical                     | David Klotz (per " The End ") | Va guanyar |
| 2019 | XXI Premis Fangoria Motoserres                     | Millor Sèrie                                                                                       | American Horror Story: Apocalipsi | Nominat    |
| 2019 | 30è premis GLAAD Media                             | Millor pel·lícula de televisió o sèrie limitada                                                    | American Horror Story: Apocalipsi | Nominat    |
| 2019 | 45è Premi Saturn                                   | Millor sèrie de televisió de terror                                                                | American Horror Story: Apocalipsi | Nominat    |
| 2019 | 71è Primetime Creative Arts Emmy Awards            | Millor actriu convidada en una sèrie dramàtica                                                     | Jessica Lange (per " Return to Murder House ") | Nominat    |
| 2019 | 71è Primetime Creative Arts Emmy Awards            | Disfresses de fantasia/ciència-ficció excepcionals                                                 | Lou Eyrich, Paula Bradley, Rebecca Guzzi, Charlene Amateau (per " Forbidden Fruit ")                                                                         | Nominat    |
| 2019 | 71è Primetime Creative Arts Emmy Awards            | Perruqueria excepcional per a una sèrie d'una sola càmera                                          | Michelle Ceglia, Helena Cepeda, Lydia Fantani, Romaine Markus-Meyers (per "Forbidden Fruit")                                                                 | Nominat    |
| 2019 | 71è Primetime Creative Arts Emmy Awards            | Maquillatge excepcional per a una sèrie d'una sola càmera (no protèsica)                           | Eryn Krueger Mekash, Kim Ayers, Michael Mekash, Silvina Knight, Jamie Leigh Devilla (per "Forbidden Fruit")                                                  | Nominat    |
| 2019 | 71è Primetime Creative Arts Emmy Awards            | Maquillatge protèsic excel·lent per a una sèrie, sèrie limitada, pel·lícula o especial             | Eryn Krueger Mekash, Michael Mekash, Steve LaPorte, Jake Garber, Vance Hartwell, Silvina Knight, Glen Eisner, David Leroy Anderson (per " Apocalypse Then ") | Nominat    |
| 2019 | XVII Premis Gold Derby                             | Millor actor convidat de drama                                                                     | Dylan McDermott | Nominat    |
| 2019 | XVII Premis Gold Derby                             | Millor actriu convidada de drama                                                                   | Jessica Lange | Va guanyar |